# Gud bor i ett ljus
Gud bor i ett ljus är en barnpsalm med text skriven 1969 av Margareta Melin. Texten har sin idé i 1 Timotheosbrevet 6:16 och Johannesevangeliet 1:9
Musik i C-dur (2/4-dels takt) är skriven 1970 av Lars Åke Lundberg.
Texten och musiken är upphovsrättsligt skyddade.

## Publicerad i
- Herren Lever 1977 som nr 858 under rubriken "Kyndelsmässodagen".
- Den svenska psalmboken 1986 som nr 605 under rubriken "Barn och familj".
- Psalmer och Sånger 1987 som nr 357 under rubriken "Fader, Son och Ande - Gud, vår Skapare och Fader".[1]
- Hela familjens psalmbok 2013 som nummer 82 under rubriken "Hela året runt".[2]